# مشعل

نماد مشعل در دست

مَشعَل یا تورچ دستگاهی است که با ترکیب مقدار معینی هوا با سوخت در یک فضای ایمن، انرژی سوخت را به انرژی گرمایی تبدیل می‌کند؛ در اثر این احتراق مقداری گاز نیز تولید می‌شود. این انرژی تولید شده توسط دو روش جابه‌جایی و تشعشع به محیط اطراف انتقال داده می‌شود. کار اصلی مشعل ایجاد گرمایش است؛ یکی از بزرگ‌ترین استفاده‌های مشعل در صنعت گرمایش به عنوان موتور احتراق بویلرها است همچنین در انواع دیگ‌ها، مشعل‌هایی با ظرفیت کاری متفاوت استفاده می‌شود.
انواع مدل‌های مشعل شامل گاز سوز، گازوئیل سوز، مازوت سوز، دوگانه سوز، سه‌گانه سوز می‌باشند و مشعل‌ها در دو مدل جت یا روتاری ساخته می‌شوند که با توجه به نوع بویلر و زاویه پرتاب شعله و دیگر مولفه‌ها برای بویلرها کارایی دارند، انواع خط گاز با مارک‌های متنوع همچون کروم شرودر، دانگز، ماداس و غیره نیز جهت تأمین و کنترل سوخت گاز مشعل‌ها تعبیه و ارائه می‌گردد، قدیمی‌ترین مشعل ساز ایران شرکت پارس مشعل می‌باشد که انواع مدل‌های مختلف را تولید می‌نماید، شرکت‌های دیگری همچون اشتعال اراک، گرم ایران، هوفمات، ایران رادیاتور، رعد و غیره نیز بعدها به جرگه تولیدکنندگان مشعل در ایران پیوستند.

## روش کار

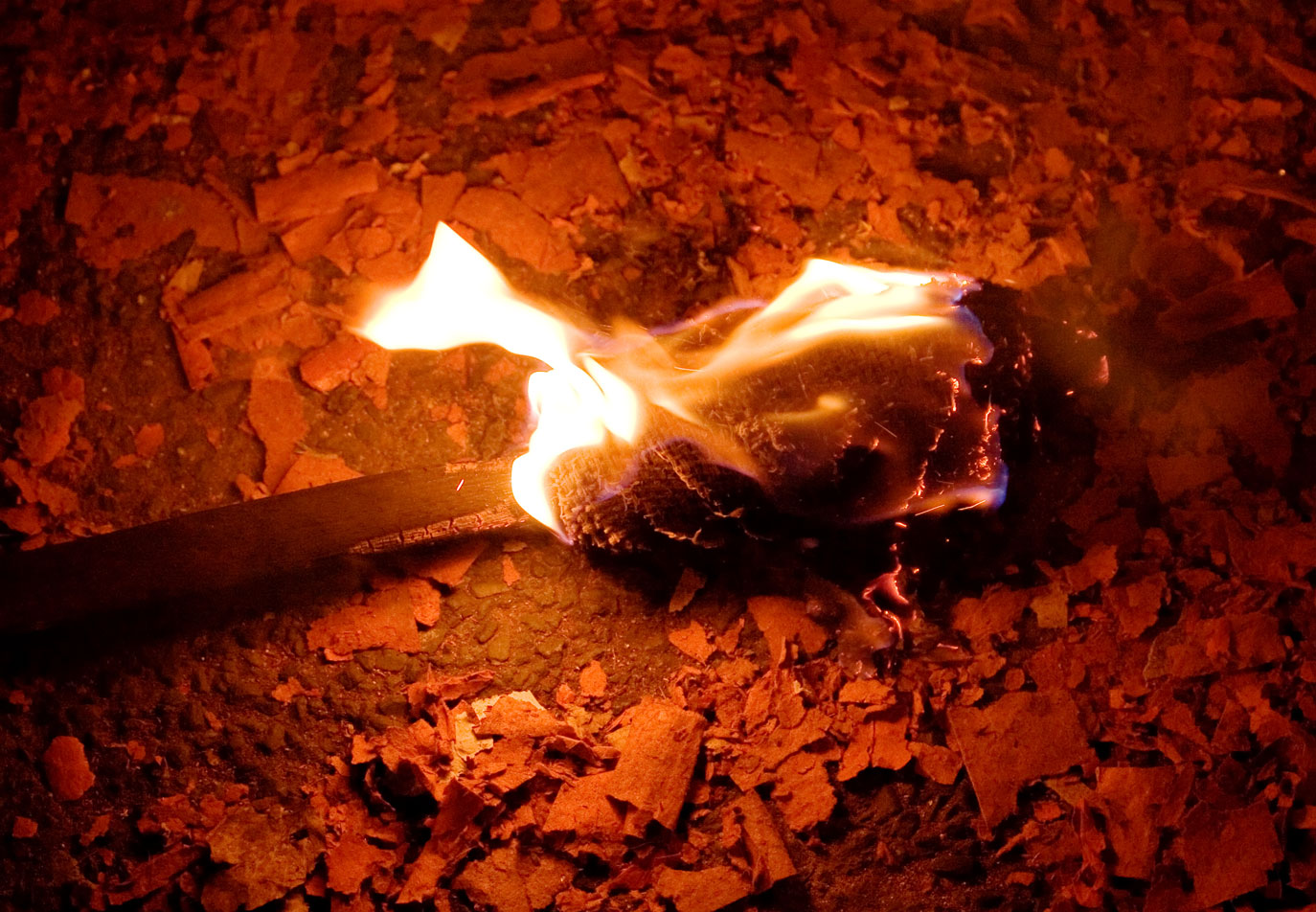
یک مشعل رها شده روی زمین

طرز کار مشعل بدین شکل می‌باشد که با پاشش سوخت (گاز، گازوییل، مازوت) از طریق ورودی و ایجاد جرقه حرارت مورد نیاز را به صورت شعله به داخل کوره هدایت می‌کند.
در مشعل و دیگ تعدادی کنترل‌کننده وجود دارد که میزان و زمان هر کدام از فرایندهای مشعل را کنترل می‌کنند. برای مثال ترموستات دیگ و کنترل دود که گاهی به جای آن از سلول فتوالکتریک استفاده می‌شود به‌طور خودکار باعث کار کردن و از کار افتادن مشعل می‌شود.
یک سیستم ایجاد آتش یا مشعل عبارت است از:
1. قراردادن آتش در سطوح مفید پخش گرما
2. وارد کردن و نگهداشتن جرقه
3. مخلوط کردن سوخت و هوا
4. تبخیر سوختهای مایع و جامد
5. متناسب کردن میزان سوخت و هوا
6. تأمین سوخت و هوا با یک دبی و فشار مناسب برای تجهیزات با توجه به پنج موضوع قبلی و با ایمنی در هر سطح مورد نیاز در فرایند.

## انواع
مشعل‌ها بر اساس معیارهای زیر تقسیم می‌شوند:
- پروفیل شعلهٔ تولید شده
- نوع سوخت
- روش اشتعال
- ظرفیت کاری
- نوع استفاده

### مشعل گازسوز
این مشعل‌ها برای احتراق گاز طبیعی طراحی شده‌است. دبی سوخت گازی لازم در این مشعل‌ها، توسط شیر برقی کنترل شده و هوای لازم برای احتراق آنها، توسط یک دمنده که بر روی محور موتور نصب شده‌است، تأمین می‌شود. دبی این هوا توسط دمپر هوایی که در ساختمان مشعل نصب شده‌است، کنترل می‌شود.
جریان گاز از یک فیلتر عبور کرده، با هوای احتراق مخلوط شده و آمادهٔ احتراق می‌شود. اگر فشار هوای احتراق از حدی کمتر شده یا دبی سوخت از مقدار مورد نظر بیشتر یا کمتر شود، این موضوع توسط سنسورهای فشارِ تعبیه‌شده در مشعل حس شده و مشعل به وسیلهٔ یک رلهٔ کنترلی، خاموش می‌شود. در صورت مناسب بودن تمام شرایط ذکر شده، در نهایت مخلوط سوخت گازی و هوا، توسط جرقه (که به وسیلهٔ یک ترانس ولتاژ بالای نصب‌شده در ساختمان مشعل ایجاد می‌شود) یا به وسیلهٔ شعلهٔ یک شمعک که در مسیر خروجی جریان قرار می‌گیرد، محترق می‌شود. همچنین به منظور یکنواخت کردن و پایدارسازی شعله، از یک شعله‌پخش‌کن در جلوی نازل سوخت استفاده می‌شود. به منظور کنترل فرایند احتراق، از یک سنسور به نام میلهٔ یونیزاسیون، در مسیر شعله استفاده می‌شود. در صورت برقرار شدن شعله و وجود حرارت، یک جریان الکتریکی در آن برقرار شده و رلهٔ مشعل با دریافت این جریان به عملکرد خود ادامه می‌دهد. اگر به هر علت، تغییری در وضعیت این جریان رخ دهد، مشعل توسط رله خاموش می‌شود.

### مشعل‌های دوگانه‌سوز
مکانیزم عملکردی مشعل‌هایی که با سوخت مایع کار می‌کنند را می‌توان به صورت زیر بیان کرد:
سوخت مایع می‌بایست به پودر تبدیل شود تا احتراق روی آن به خوبی انجام گیرد این سوخت پودر شده با هوا ترکیب می‌شود دمای ترکیب باید تا بالای دمای احتراق افزایش یابد. یک ورودی پیوسته از سوخت و هوا باید تأمین شود محصولات احتراق باید از محفظهٔ احتراق خارج شوند
مشعل‌ها انواع مختلفی دارند، اما در ساختمان تمامی آن‌ها دو فصل مشترک وجود دارد:
- نیاز به اتمیزه کردن سوخت مایع دارند.
- نیاز به ترکیب سوخت با هوای احتراق دارند.

علت اتمیزه کردن سوخت مایع این است که بیشتر سوخت‌ها در حالت مایع به راحتی محترق نمی‌شوند. به عنوان مثال اگر یک کبریت روشن را درون یک محفظهٔ حاوی نفت فروکنیم، شعلهٔ آن به سرعت خاموش می‌شود؛ لذا برای محترق کردن این قبیل سوخت‌ها، نیاز است تا آن‌ها را از حالت مایع به حالت پودر (اتمیزه) تبدیل کنیم. اتمیزه کردن سوخت، سطح تماس آن را با اکسیژن هوا بیشتر کرده و احتراق آن را آسان‌تر می‌کند. به عنوان یک مثال، می‌توان توسط یک نازل، دبی ۱ گالن بر ساعت سوخت نفتی در فشار عملکردی ۷ بار را به بیش از ۵۰ میلیارد قطرهٔ روغن در ساعت تبدیل کرد. سایز این قطره‌ها از ۰٫۰۰۰۲ تا ۰٫۰۱ اینچ متغیر است. به وسیلهٔ این فرایند سطح تماس سیال در حدود ۳۸۰۰ برابر افزایش می‌یابد. اگر اتمیزه شدن ناقص صورت گیرد، سایز قطرات خیلی بزرگ خواهد بود و این ذرات به صورت ناقص محترق شده و به صورت نیم سوز از شعله خارج می‌شوند. این مسئله به صورت پرتاب شدن ذرات آتش در شعله دیده می‌شود و تنها باعث احتراق ناقص و پایین بودن راندمان شده و باعث تشکیل رسوب در محفظهٔ احتراق نیز می‌شود.
به صورت کلی چهار گروه اصلی از مشعل‌های مایع سوز وجود دارند که هر کدام از آن‌ها سوخت را به روش خاصی اتمیزه می‌کند:
- جت فشاری Pressure jet
- روتاری کاپ Rotary cup
- هوا/بخار اتمی شده Air/stem-atomized
- هوای با فشار کم اتمی شده Low pressure air atomizing

### مشعل جت فشاری
در این مشعل، سوخت فشرده شده و از درون یک نازل عبور داده می‌شود. این نازل سوخت را پودر می‌کند، آن را با هوای احتراق مخلوط کرده و باعث احتراق می‌شود. در سوخت‌های نفتی سنگین، فشاره اتمیزه کردن باید تا ۳۰ بار بالا رود و در سوخت‌های نفتی سبک، این فشار تا ۶ بار می‌رسد.
مزایای مشعل جت فشاری عبارتند از
- اتمیزه کردن خوب سوخت
- نازل‌های به کار رفته در آن‌ها نسبتاً ارزانتر است.
- تعمیر و نگهداری آن‌ها به راحتی انجام می‌شود.
- قابل اطمینان هستند.

معایب مشعل‌های جت فشاری
- یک افت کوچک در فشار اتمیزه کردن یا افزایش جزئی در ویسکوزتهٔ سوخت، باعث افزایش سایز قطرات شده و در نتیجه موجب کاهش راندمان احتراق می‌شود.
- به‌طور کلی برای مصارف بزرگ مناسب نیستند.

### مشعل‌های هوا/بخار اتمی شده Air/Steam-Atomized
در این نوع از مشعل، سوخت در فشار کمتری نسبت به مشعل‌های جت فشاری معمولی، به درون نازل تغذیه می‌شود (کمتر از ۶ بار). بخار یا هوای فشرده نیز به درون نازل تغذیه می‌شود. سوخت و هوا به خوبی درون نازل با یکدیگر مخلوط می‌شوند. پس از آن ترکیب مذکور از نازل خارج شده، انبساط یافته و یک اسپری از سوخت اتمیزه شده را ایجاد می‌کند. نمای نازل به کار رفته در این مشعل‌ها در شکل زیر نشان داده شده‌است.
مزایای این مشعل‌ها
- تا حدی تغییر در کیفیت سوخت را تحمل می‌کنند.
- نیازی به پمپ سوخت فشار بالا ندارند.
- ساده و پایا کار می‌کنند.

معایب این مشعل‌ها
- به هزینهٔ اولیهٔ بالایی نیاز دارند.
- ممکن است احتراق آن‌ها دشوار باشد.
- برای مصارف بالا مناسب هستند.
- نباز به منبع تأمین بخار یا حجم وسیعی از هوای فشرده دارند.
- نازل‌های آن‌ها گران است.

## مشعل‌های Rotary Cup
در مشعل‌های روتاری کاپ سوخت در فشار کمی (۲٫۵ بار) وارد انتهای یک محفظهٔ در حال دوران شده و به سمت دیوارهٔ این محفظه پرتاب شده و به صورت یک فیلم بسیار نازک از سیال، از لبه‌های محفظه خارج می‌شود. محفظهٔ دورانی این مشعل‌ها توسط بک موتور الکتریکی با سرعتی در حدود 5000RPM دوران می‌کند. یک فن اصلی هوا، به صورت هم مرکز با محفظهٔ دورانی، دوران کرده و هوا را اطراف بخش خارجی محفظه می‌دمد. این هوا با فیلم سیال برخورد کرده و آن را به قطرات کوچک تبدیل می‌کند.
مزایای مشعل‌های Rotary cup
- عملکردی پایدار دارند
- تغییر در ویسکوزیتهٔ سیال تأثیر آن چنانی بر روی آن‌ها ندارد.

معایب این مشعل‌ها
- قیمت بالا
- نیاز به تنظیمات هر روزه دارند
- عملکرد پیچیده‌ای دارند.

### مشعل‌های هوای فشار پایین اتمی شده
در این مشعل‌ها سوخت مایع در فشار بسیار کم (۰٫۵–۰٫۲ بار) وارد یک جریان هوای سرعت بالا می‌شود. هوای پر سرعت، سوخت را به قطرات ریز تبدیل کرده و آشفتگی‌های موجود در هوا، سوخت و هوا را با هم ترکیب کرده و آن را بیشتر اتمیزه می‌کند. منبع تأمین هوا، معمولاً یک دمندهٔ فشار بالا است.
مزایای این مشعل
- بسیار پایدار بوده و می‌تواند حجم زیادی از سوخت را مشتعل کند.
- هزینهٔ اولیهٔ نسبتاً کمی نیاز دارند.
- از آنجا که به هوا یا بخار فشرده نیاز ندارند، هزینهٔ عملکردی کمی دارند.

معایب این مشعل‌ها
- اتمیزه کردن را به بهترین نحو انجام نمی‌دهند.
- معمولاً برای کوره‌های خیلی داغ یا خیلی بزرگ مناسبند.

## نام برخی قطعات، شرح و نقش قطعه در مشعل گازسوز

### شیر قطع‌کننده دستی
شیر دستی در ابتدای خط گاز نصب می‌شود. با بستن این شیر در ورودی، گاز در همه کنترل‌کننده و مشعل قطع شده و امکان جداسازی آن‌ها را فراهم می‌کند. شیر دستی روی خط گاز مشعل که توسط سازنده ارائه می‌شود عموماً وجود ندارد امـّا این شیرها برای راه‌اندازی و عملکرد عادی لازم است. شیر دستی باید قابلیت کارکرد با فشار ۵/۱ برابر حداکثر فشار تغذیه را داشته باشد.

### فیلتر
تجهیزات خط گاز مانند رگلاتور و شیرهای برقی در مقابل ناخالصی‌هایی مانند زنگ لوله و آشغال حساس هستند. فیلترهای گاز جهت محافظت تجهیزات در مقابل نفوذ ذرات خارجی، رسوبات و سایر ذرات موجود در گاز کاربرد دارد. فیلتر متشکل از یک بدنه آلومینیومی و یک پد از الیاف پلی‌پروپیلن است. پد فیلتر متشکل از سوراخ‌های کوچک‌تر از ۵۰ میکرون است. این پد یک بار مصرف بوده و می‌بایست حداقل سالی یک بار تعویض شود و قابل تمیز کردن نیست.

### شیر برقی
شیرهای برقی گاز از جنس آلومینیوم ساخته می‌شود و مشابه شیر برقی آب و بخار مجهز به یک سیم پیچ (بوبین) هستند که با برق دار شدن سیم پیچ و ایجاد میدان مغناطیسی هسته آهنی متصل به دیسک جذب شده و آن را از روی نشیمنگاه به بالا می‌کشد و در نتیجه مسیر عبور گاز گشوده می‌شود. با قطع برق و از بین رفتن میدان مغناطیسی دیسک مجدداً به پایین حرکت کرده و مسیر مسدود می‌شود. یک فنر در مسیر برگشت به بسته شدن سریع و کامل دیسک کمک می‌کند. شیرهای برقی گاز از لحاظ نحوه باز و بسته شدن به دو صورت تک ضرب و تدریجی تقسیم‌بندی می‌شوند.

#### شیر برقی تک ضرب
در شیر تک ضرب با برق دار شدن سیم پیچ شیر فوراً باز شده و جریان گاز از آن عبور می‌کند و با قطع برق نیز سریعاً بسته می‌شود. شیرهای تک ضرب در کنترل گاز مشعل‌های کوچک به‌تنهایی جهت قطع و وصل گاز به مشعل استفاده می‌شود. اما در مشعل‌های بزرگ‌تر تنها به عنوان شیر ایمنی در خط گاز نصب می‌شود و شیر تدریجی است که وظیفه تأمین گاز مشعل را به عهده دارد.
عملکرد شیر تدریجی مشابه شیر تک ضرب است با این تفاوت که با برق دار شدن سیم پیچ و جذب هسته آهنی شیر به آرامی باز می‌شود. کنترل این فرایند شبیه به کمک فنر خودرو است. در بالای شیر یک محفظه روغن قرار دارد که با برق دار شدن سیم پیچ و بالا رفتن هسته آهنی روغن موجود در آن به آرامی تخلیه می‌شود و در نتیجه دیسک به آرامی از روی نشیمنگاه بالا رفته و مسیر را به تدریج می‌گشاید.

### ترانس جرقه
عملکرد ترانس جرقه نیز همانند ترانسفرماتورهای دکل‌های انتقال برق (ترانسفرماتور کاهنده) است اما به شکل عکس (ترانسفرماتور افزاینده) بدین معنی که ترانس جرقه از ولتاژ پایین (ولتاژ برق شهری) ولتاژ بالا (معمولاً۱۰٫۰۰۰ولت) را ایجاد می‌کند. وظیفه ترانس جرقه ایجاد جرقه و شروع عمل احتراق است.

### الکترود جرقه
الکترود جرقه از یک میله فلزی معمولاً از جنس آلیاژ نیکل کروم ساخته می‌شود که توسط یک عایق سرامیکی عایق شده‌است. حداقل مقاومت بین سرامیک و زمین باید بزرگتر از ۶۰ مگا اهم باشد. وظیفه الکترود جرقه زن، ایجاد جرقه و روشن کردن مخلوط سوخت و هوا می‌باشد. ولتاژ مورد نیاز ایجاد جرقه به وسیله ترانس جرقه تأمین می‌شود.

### شعله بین
مشعل باید بتواند تشکیل شعله را تشخیص دهد تا چنانچه با ورود سوخت شعله تشکیل نشد مشعل را قطع ایمن نماید.

### رله کنترلی
رله مشعل در واقع رهبر ارکستر مشعل است. بدین مضموم که فرمان‌های اتوماتیک، نیمه اتوماتیک و دستی در راهبری دستگاه به این رله وارد شده و فرمان مناسب جهت ادامه کار مجموعه صادر می‌شود. به عبارتی با شناخت کامل از نوع فرمان‌های ورودی و خروجی و همچنین آشنایی با ایرادهای به وجود آمده در کنترل باکس‌ها می‌توان اغلب اشکالات در سیستم را حل کرد.

### پرشر سوئیچ گاز و هوا
پرشر سوئیچ گاز برای کنترل فشار گاز یا سوخت ورودی به مشعل استفاده می‌شود. این دو قطعه نقش بسیار مهمی در کنترل و تنظیم نسبت سوخت و هوا دارد.

### فن و الکتروموتور
جهت دمیدن هوای لازم برای احتراق در داخل دیگ از این قطعه استفاده می‌شود. عدم کارکرد صحیح این قطعه می‌تواند به سوختن ناقص گاز یا گازوئیل در فرایند احتراق ختم شود.

### دمپر تنظیم هوا
برای تنظیم مقدار هوای لازم جهت احتراق کامل کاربرد دارد. در مشعل‌های کوچک و تک مرحله به صورت دستی و در مشعل‌های دو مرحله‌ای یا مشعل‌های با عملکرد پیوسته برای تنظیم هوای احتراق از دمپر موتورهای هوا استفاده می‌شود. دمپر موتور مشعل در واقع یک سرو موتور است که با دریافت فرمان از رله مشعل در دو جهت ساعت‌گرد یا پاد ساعت‌گرد شروع به گردش می‌کند.

### شعله پخش کن
در قسمت جلوی مشعل قرار دارد و متشکل از یک صفحه فلزی مشبک است. شعله پخش کن باعث فرم دادن به حرکت هوا و سوخت می‌شود و در نتیجه نوع شعله ایجاد شده در محفظه احتراق را تنظیم می‌کند.

### نشت یاب
وظیفه دستگاه نشت یاب بررسی وضعیت نشتی شیرهای برقی است تا چنانچه به هر علت شیرها دچار نشتی شدند برای جلوگیری از بروز خطرات احتمالی کد خطا اعلام کند و مشعل را از کار بی اندازد.

## انتخاب تورچ (مشعل)
سازندگان تورچ ( مشعل) قدرت حرارتی هر مشعل را در جدول‌هایی ارائه می‌دهند. این اعداد شامل حداقل و حداکثر قدرت حرارتی یک مشعل است.
از آنجاییکه قدرت حرارتی مشعل در فشار اتمسفر (سطح دریای آزاد) به حداکثر خود می‌رسد برای انتخاب مشعل مناسب می‌بایست به ازاء هر هزار متر ارتفاع از سطح دریا ۱۳٪ به قدرت مشعل انتخابی افزود؛ بنابراین در شهرهایی که از سطح دریا ارتفاع زیادی دارند به مشعل‌های بزرگ‌تری نسبت به شهرهای پست احتیاج است.

## دودکش
محصولات احتراق پس از تبادل حرارت باید به خارج محفظه احتراق هدایت گردند برای این منظور از دودکش استفاده می‌شود. در اصل دودکش برای خارج کردن محصولات احتراق از داخل محفظه احتراق و ایجاد مکش یا کاهش فشار در داخل آن، مورد استفاده قرار می‌گیرد و معمولاً در بالاترین فاصله ارتفاعی دیگ نصب می‌شود. بیشترین تلفات محفظه احتراق مربوط به گازهای خروجی از دودکش است و هرچه دمای این گازها کمتر باشد، راندمان محفظه احتراق افزایش می‌یابد البته دمای این گازها نباید از حدی پایین‌تر بیاید. مکانیزم کار دودکش براساس نیروی شناوری است بدین صورت که دمای گازهای حاصل از احتراق نسبت هوای بیرون دمای بالاتری دارند و لذا دارای چگالی کمتری هستند و در نتیجه در اثر این اختلاف چگالی به سمت بالا جریان می‌یابند.

### انواع دودکش
دودکش‌ها بر سه نوع اند:
- دودکش ساخته شده در کارخانه: دودکشی که در کارخانه مطابق با شرایط استاندارد و مخصوص وسیله گازسوز ساخته شده باشد.
- دودکش با مصالح ساختمانی: دودکشی که از مصالح ساختمانی مانند آجر، سنگ یا بتن ساخته شده باشد از این دودکش‌ها معمولاً برای ساختمان‌های کوچک استفاده می‌کنند.
- دودکش فولادی: دودکشی که از ورق فولادی گالوانیزه یا از ورق فولادی سیاه با ضخامت مناسب در کارگاه یا در محل ساختمان ساخته می‌شود. در ظرفیت‌های بالای دیگ از این نوع دودکش‌ها استفاده می‌کنند.

## تنظیم سوخت و هوای مشعل
احتراق‌کامل سوخت حاصل تنظیم دقیق نسبت سوخت و هوا است. هرچه این نسبت با دقت بیشتری تنظیم شود راندمان بالاتر رفته و در نتیجه به سوخت کمتری احتیاج است. در مشعل‌های کوچک تنظیم هوا دستی است و در مشعل‌های بزرگ به کمک دمپر اتوماتیک هوای مورد نیاز احتراق تأمین می‌شود. البته با توجه به آنکه دمای هوای دیگ‌خانه و رطوبت آن در طول سال متغیر است در مشعل‌های بزرگ نیاز است که در هر فصل دمپرها مورد تنظیم مجدد قرار گیرد. امروزه مشعل‌های مدرن مجهز به یک PLC هستند که به صورت اتوماتیک نسبت بین سوخت و هوا را در تمام طول شبانه روز و تمام فصول تنظیم می‌کنند.

## نازل سوخت
وظیفه پاشش سوخت در مشعل‌های پرشر جت مایع سوز با نازل است. نازل‌ها از نظر شکل و زاویه پاشش انواع مختلفی دارند که بنابر نوع و ظرفیت مشعل تغییر می‌کند. پمپ گازوئیل سوخت را تحت فشار به داخل نازل پمپ می‌کند. سوخت هنگام خروج از اریفیس تحت تأثیر نیروی گریز از مرکز، از مرکز نازل دور شده و به صورت یک لایه نازک با سرعت زیاد حرکت می‌کند. نازل‌ها از نظر شکل پاشش به سه الگوی اصلی دسته‌بندی می‌شوند.انتخاب نازل از نظر زاویه پخش و الگوی آن بستگی به طرح کوره حرارتی و طراحی مشعل دارد. زاویه پاشش سوخت در نازل‌ها بین ۳۰–۹۰ درجه به ۶ زاویه استاندار ۳۰، ۴۵، ۶۰، ۷۰، ۸۰، ۹۰ تقسیم‌بندی می‌شود.